# Minikönyv

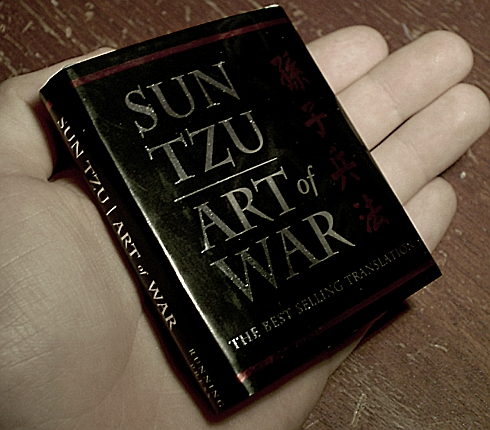
Egy minikönyv

Szűkebben definiálva miniatűr könyveknek, illetve minikönyveknek azokat a kisméretű könyveket nevezzük, amelyeknek mérete 30 és 76 milliméter között van. Kötésük a nagyméretű könyvekéhez hasonló, szövegük olvasható. Tematikailag igen változatosak lehetnek.
Tágabb értelemben a minikönyvek három kategóriába sorolhatók:
- törpekönyvek azok, amelyeknek mérete 76 és 100 milliméter között van,
- minikönyvek a 30 és 76 milliméter közötti méretűek,
- mikrokönyvek vagy babaházi könyvek a 30 milliméternél kisebbek.

E három kategória alapján a gyűjtők is csoportokba sorolhatók. Van olyan gyűjtő, aki mindent gyűjt és van, aki vagy csak mikro- vagy csak mini-, esetleg csak törpekönyvek iránt érdeklődik.

## Eredete
A miniatűr könyvek kezdetben főleg kisméretű imádságos könyvek voltak, amit az emberek bárhová magukkal vihettek. Kialakulásuk másik oka az volt, hogy a nyomdászok versenyre keltek egymással azért, hogy ki tud kisebb méretű nyomtatott könyvet készíteni. A mindenkori politika gyakorta népszerűsítő kiadványként adott ki könyvecskéket. Napjainkban esetenként reklám célokat is szolgálnak. A mai minikönyvkészítőket azt is szem előtt tartják, hogy e könyvek nagyon szép különleges ajándék szerepét is betölthetik.

## Témájuk
A minikönyvek és gyűjtőik tematika szerint is csoportosíthatóak. Pl.: naptár, biblia, szépirodalom, művészet, sport, politika, helytörténeti könyvek, szótárak, stb.

## Formájuk
A miniatűrkönyvek formája is igen változatos:
- 1. szabvány méret, (amikor a magassága több mint a szélessége),
- 2. haránt formátum (amikor a magassága kisebb a szélességénél),
- 3. négyzetes alak,
- 4. kerek,
- 5. ujjnyi méret,
- 6. nyolcszögletű forma,
- 7. háromszögletű forma,
- 8. tekercs,
- 9. minden egyéb (pl. virág, szív, tengeri kagyló, hegedű stb.)

## Méretük
A legkisebb mini- illetve mikrokönyvek mérete a nyomdatechnika fejlődésével csökken. Mai ismereteink szerint 1674-ben a legkisebb könyv 12 × 8 millimétert, 1900-ban 9 × 8 milliméter, 1958-ban 5 × 5 milliméter volt. Napjainkban a legkisebb könyv már 0,9 × 0,9 milliméter.
A nagyobb minikönyveknél fontos az olvashatóság, a szép tiszta szedéstükör, míg a könyvparányokat természetesen csak többszörös nagyítással olvashatjuk el.

## Helyzete Magyarországon
A legtöbb minikönyv Magyarországon 1970 és 1990 között jelent meg. A klubok is ekkoriban, az 1970-es években alakultak ki a nagyobb nyomdák vonzáskörzetében. Nem csoda hát, hogy a magyar gyűjtők száma ekkor több százra volt tehető. A gyűjtők egy részét az óta is gyűjtőklubok fogják össze. E klubok hírleveleiből tudhatják meg a tagok a könyvgyűjtéssel kapcsolatos legfontosabb információkat, friss híreket a legújabb kiadványokról.
Sajnálatos módon egy kivételével napjainkra a klubok megszűntek, és ezzel összefüggésben minikönyvek is alig készülnek. Ez az egy ma is működő klub a Magyar Miniatür és Bibliofil Könyvészek Társasága melynek székhelye Békéscsaba városában van. A minikönyvkiadás visszaesésének egyik oka, hogy azok a nyomdászok, akik létrehozták a klubokat már kiöregedtek, illetve nincs már közöttünk jó néhány, az összefogást segítő rangosabb gyűjtő. Azok a nagy nyomdák, amelyek korábban támogatták ezeket a kiadványokat, megszűntek, vagy átalakultak. Napjaink kiadói pedig a minikönyv kiadását már nem tartják fontosnak. Gyűjtők persze továbbra is vannak, és a nagy gyűjteménnyel rendelkező, tapasztalt gyűjtők sorába fiatalabbak is belépnek.

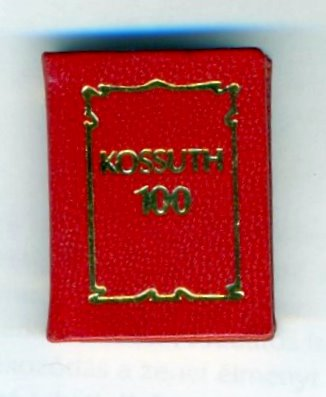
Minikönyv borítófedele, Kossuth Nyomda, 1984
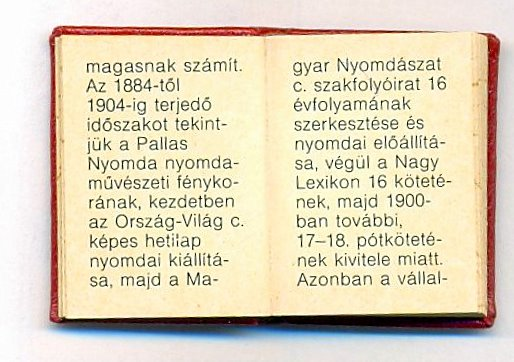
Minikönyv kinyitva, Kossuth Nyomda, 1984
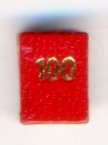
Midi-könyv borítófedele, Kossuth Nyomda, 1984

## Miniatűr könyv Erdélyben
Minikönyv, azon apró- vagy törpekiadvány, melynek szedéstükre nem haladja meg a 100×100 mm-t. Nevezik liliputi és kolibri könyvnek is. Romániában közel se vált olyan divatossá, mint Magyarországon, ahol Mikrobibliofilok c. szakfolyóiratot is kiadtak 1971-2000 között (az utolsóként kiadott a XXX. évfolyam 111. száma volt). A legrégibb magyar miniatűr könyvet 1820-ban Kolozsvárt nyomtatták a Református Kollégium betűivel Elein való megtérés gyümölcse c. alatt.
Ezt a hagyományt kísérelte meg újjáéleszteni 1976-ban a csíkszeredai nyomda, amikor 300 éves fennállása alkalmából Tőke András szerkesztésében 63×43 mm nagyságú, kétnyelvű miniatűr kötetben mutatta be a nyomda történetét 300 de ani de activitate tipografică în oraşul Miercurea-Ciuc – 300 éves a csíkszeredai nyomdaipar címmel. Nagy Imre festőművész háromnyelvű (román, német, magyar) 41×57 mm-es leporelló-katalógusát már e hagyomány jegyében adták ki ugyanott (1978).
A brassói nyomda Gheorghe Radu és Róth A. István szerkesztésében 1979-ben megjelent ex libris-katalógusa (51×30 mm), valamint a nagyszebeni ASTRA-könyvtár 1981-ben kiadott azonos méretű ex libris-katalógusa mutatja, hogy folytatólagosan is van érdeklődés ilyenszerű bibliofil kiadványok iránt, sőt Csíkszeredában Mini c. 70×100 mm-es folyóirat is indult Murgu Pál szerkesztésében (1991).